# Station Corgoloin
Station Corgoloin is een spoorwegstation in de Franse gemeente Corgoloin aan de spoorlijn Parijs-Marseille. Het treinverkeer op dit station wordt verzorgd door de TER Bourgogne van de SNCF.